# Georges Alexandrovitch de Russie
Georges Alexandrovitch Romanov (en russe : Георгий Александрович Романов, Gueorgui Aleksandrovitch Romanov), né le 27 avril 1871 (9 mai 1871 dans le calendrier grégorien) à Tsarskoïe Selo, décédé le 28 juin 1899 (10 juillet 1899 dans le calendrier grégorien) à Abbas Touman (Géorgie) dans le Caucase, fut grand-duc de Russie, tsarévitch de Russie de 1894 à 1899.

## Famille
Troisième enfant et troisième fils de l'empereur Alexandre III de Russie et de l'impératrice Dagmar de Danemark, il naît un an après la mort au berceau de son frère Alexandre. Il est l'héritier potentiel du trône de l'avènement de son frère en 1894 à sa mort prématurée en 1899.

## Biographie

### Enfance
Enfant, Georges Alexandrovitch était plus vigoureux et de meilleure santé que son frère aîné Nicolas. Il fut surnommé à certains moments par les membres de sa famille « Saule pleureur » et appelé "Georgy". Il pourrait être décrit comme un Romanov typique. À la différence de son frère aîné, Georges Alexandrovitch était de grande taille et d'un caractère joyeux. Comme ses frères et sœurs, il reçut une éducation spartiate. Ils dormaient tous sur des lits de camp, prenaient des bains froids, mais quelques fois leur mère les autorisait à prendre des bains chauds dans sa baignoire. Le petit déjeuner habituel se composait de gruau et de pain noir ; le déjeuner comprenait : des katlets de mouton ou de bœuf avec petits pois et pommes de terre cuites au four ; à l'heure du thé : du pain, du beurre et de la confiture leur étaient servis. Nicolas et Georges Alexandrovitch partageaient le même appartement, celui-ci était composé d'un salon, d'une salle à manger, d'une chambre, le tout meublé simplement. Le seul signe de richesse dans l'appartement des grands-ducs était une icône entourée de perles et de diamants.
À sa naissance, le grand-duc Georges était troisième dans l'ordre successoral après son père et son frère aîné. Après lui naquirent Xenia en 1875, Michel en 1878 et Olga en 1880.
Sa mère enseigna à ses enfants l'importance de la vie de famille. En raison du mariage heureux de ses parents, Georges Alexandrovitch fut éduqué dans une atmosphère d'amour et de sécurité. En 1881, le tsar Alexandre II, grand-père du grand-duc Georges, fut assassiné et son fils lui succéda sous le nom d' Alexandre III. Le 27 mai 1883, les parents de Georges Alexandrovitch furent couronnés en la cathédrale de la Dormition de Moscou dans l'enceinte du Kremlin. Le tsar et son épouse reçurent l'hommage des membres de la famille impériale, y compris de leurs deux fils, Nicolas et Georges, tous deux vêtus d'un uniforme. La famille impériale vécut essentiellement au palais de Gatchina.

### Éducation
Georges Alexandrovitch était considéré comme le plus doué des enfants du couple impérial. Il était comme sa mère, un enfant, puis un homme à l'esprit ouvert. Georges et son frère Nicolas se plaisaient à jouer ensemble. Ils partagèrent également les mêmes tuteurs mais étudièrent séparément. Ils eurent tout d'abord comme enseignante, Madame Ollongren, veuve d'un ancien capitaine devenu gouverneur, qui fut désigné comme précepteur des trois frères, puis le général Danilovitch, fervent monarchiste, à l'esprit obtus, à la personnalité impénétrable. Leur professeur d'anglais, Charles Heath, inculqua aux deux frères la passion de la pêche à la mouche, du tennis, de la boxe et de l'équitation. Les grands-ducs parlaient plusieurs langues : un anglais irréprochable, mais également le français, l'allemand et le danois. Georges Alexandrovitch avait un avenir prometteur dans la marine, avant de tomber malade.
En 1890, le couple impérial prit la décision d'envoyer leurs deux fils aînés au Japon durant neuf mois. Nicolas Alexandrovitch, héritier du trône âgé de 22 ans, compléterait son éducation et découvrirait le monde. Georges Alexandrovitch, âgé de 19 ans, ferait le voyage comme cadet de la marine. L'impératrice nourrissait l'espoir que la mer et le soleil améliorerait la santé de son fils Georges. Les deux grand-ducs quittèrent le palais de Gatchina le 4 novembre 1890. « Vous ne pouvez vous imaginer comme il est triste et difficile de vivre sans vous, mon ange, et comme cela est difficile de penser à cette longue séparation », écrivit l'impératrice à son fils cadet. Nicolas et Georges se rendirent à Athènes où ils furent rejoints par leur cousin Georges de Grèce, âgé de 21 ans. Ensemble, ils montèrent à bord d'un navire de guerre. Les trois princes firent d'abord escale en Égypte, puis à Bombay. Le futur Nicolas II télégraphia à sa mère afin de l'informer sur l'état de santé de son frère Georges : souffrant de la jambe, il était resté à bord du navire lors de l'escale à Bombay. Georges rassurait ses parents sur sa santé, quand le couple impérial fut informé d'une brusque aggravation de son état : fiévreux, le grand-duc Georges prit alors la décision de rentrer en Russie. Georges souffrait d'une bronchite aiguë et fut renvoyé à Athènes où le médecin impérial fut dépêché pour l'examiner. Leur mère fut attristée de la déception de Georges et aussi pour Nicolas, qui, privé désormais de la compagnie de son frère cadet pendant ce voyage, repartirait seul vers Saïgon puis au Japon, voyage qui fut une mauvaise expérience pour le futur empereur.

### Héritier du trône
Le 1er novembre 1894, à la mort d'Alexandre III, Nicolas monte sur le trône impérial sous le nom de Nicolas II. À cette époque, le nouvel empereur est sans descendance, et selon la loi de succession de l'Empire russe, Georges Alexandrovitch, âgé de 23 ans, devient l'héritier présomptif du trône. Peu après, Nicolas II se marie avec la princesse Alix de Hesse-Darmstadt, princesse allemande et petite-fille préférée de la reine Victoria. Cependant, le couple impérial ne conçoit que des filles et le grand-duc Georges reste l'hériter putatif du trône. Sa mauvaise santé le contraint à s'installer à Abbas Touman où il entreprend des observations astronomiques. Il est dans l'impossibilité d'assister aux funérailles de son père et est également absent lors du baptême des grandes-duchesses Olga et Tatiana, filles aînées de Nicolas II et d'Alexandra. En 1895, Georges Alexandrovitch se rend au Danemark avec sa mère ; depuis quatre ans ils n'avaient vu leurs parents danois. Brusquement, la santé du grand-duc se détériore : « Hier, dans le jardin, il a expectoré du sang, qui m'effraya plus que je ne puis le dire » écrit sa mère. Georges Alexandrovitch se voit interdit de fumer et reste alité jusqu'à l'amélioration de sa santé, puis il retourne à Abbas Touman.

### Mort et inhumation
Le 28 juin 1899, (10 juillet 1899 dans le calendrier grégorien), le grand-duc Georges Alexandrovitch partit seul sur la route à moto. Quelques heures plus tard, son personnel, inquiet de son absence, partit à sa recherche. À l'instant où son corps fut découvert, il était déjà trop tard. Une paysanne l'avait entre-temps découvert effondré sur le bas-côté de la route, la bouche pleine de sang, incapable de respirer. Elle soutint le grand-duc dans ses bras jusqu'à son dernier souffle. Âgé de vingt-huit ans seulement, Georges Alexandrovitch meurt des suites de la tuberculose. Nicolas II à la réception du télégramme eut la difficile tâche d'annoncer à sa mère la triste nouvelle. L'impératrice Marie Fedorovna pleura beaucoup son fils préféré. Nicolas II fut également très affligé par la mort de son jeune frère, compagnon de jeu de son enfance. Le second frère du tsar qui porte le prénom du fondateur de la dynastie, Michel Alexandrovitch de Russie, âgé de 20 ans, devient l'héritier du trône.
Le 26 juillet 1899, (14 juillet dans le calendrier julien), Georges Alexandrovitch de Russie est inhumé en la cathédrale Pierre-et-Paul de Saint-Pétersbourg, non loin du tombeau de son père Alexandre III.

## Service post-mortem à Nicolas II et sa famille
En 1990, les corps de Nicolas II et de sa famille, hormis Marie Nikolaïevna et le tsarévitch Alexis, furent découverts. Le corps de Georges Alexandrovitch de Russie fut exhumé de sa tombe, afin de prélever un échantillon d'ADN sur les restes de son cadavre. Cette exhumation fut effectuée pour vérifier la légitimité des ossements de Nicolas II. L'échantillon d'ADN obtenu sur la dépouille de Georges Alexandrovitch correspondait avec exactitude avec celui prélevé sur les ossements du dernier tsar de Russie. Après la fin des tests ADN, les restes du grand-duc furent de nouveau inhumés, non loin de la dépouille de son frère aîné et de toute sa famille pour lesquels fut créé un tombeau.

## Généalogie
Georges Alexandrovitch de Russie appartient à la première branche de la maison d'Oldenbourg-Russie (maison Holstein-Gottorp-Romanov), issue de la première branche de la maison d'Holstein-Gottorp, elle-même issue de la première branche de la maison d'Oldenbourg.